# Herzklappenersatz
Als Herzklappenersatz oder künstliche Herzklappe wird ein künstlich eingebrachter Ersatz für eine natürliche Herzklappe bezeichnet. Je nach der Position werden (Aortenklappe, Mitralklappe, Pulmonalklappe oder Trikuspidalklappe), nach der Art (mechanische und biologische Herzklappen) sowie nach dem Implantationsverfahren (offen-chirurgisch oder minimalinvasiv) des Klappenersatzes unterschieden.
Abhängig von der Indikation ist die Herzklappenrekonstruktion das alternative Verfahren.

## Geschichte

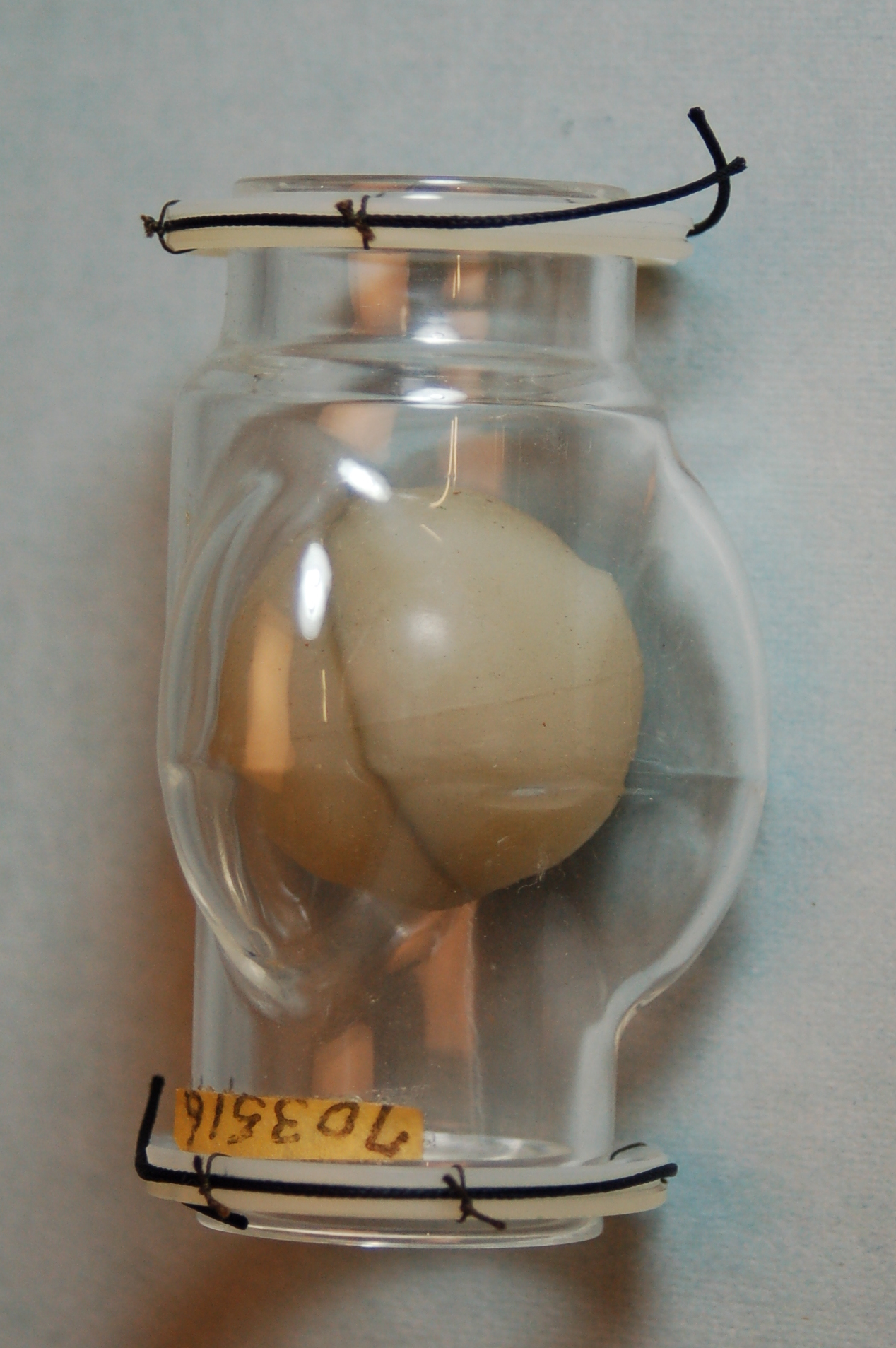
Von Hufnagel verwendete Klappe

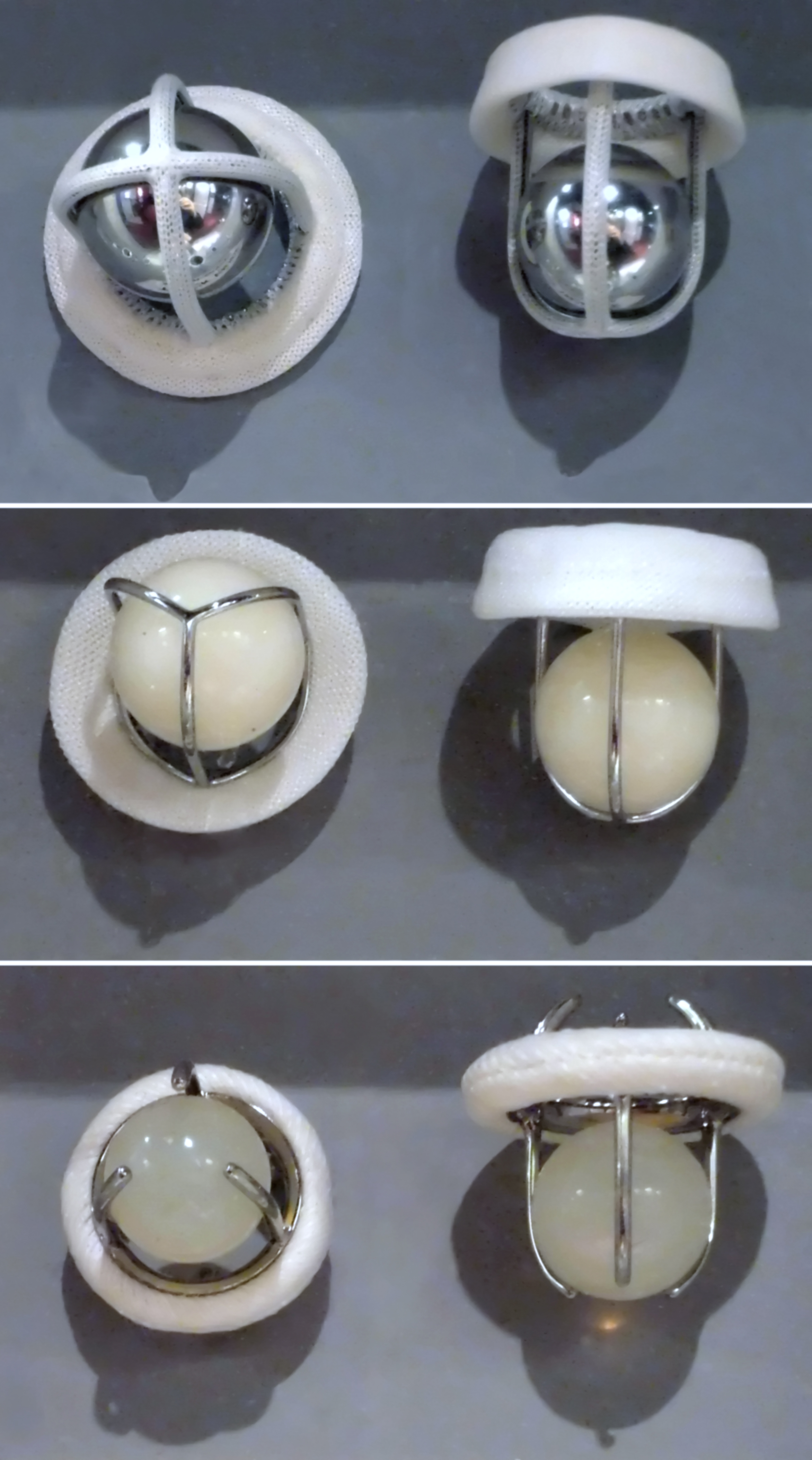
1. Starr-Edwards-Herzklappe
2. Starr-Edwards-Herzklappe
3. Smeloff-Cutter-Herzklappe

Am 11. September 1952 setzte Charles A. Hufnagel von der Georgetown University eine von ihm entwickelte „Herzklappe“ in Form eines Plexiglaskugelventils in die absteigende Aorta (Aorta descendens) einer Patientin mit Aortenklappeninsuffizienz ein. Die künstliche Klappe lag also deutlich entfernt von der natürlichen Aortenklappe, die sich an der Aortenbasis befindet, verbesserte aber trotzdem den Blutfluss (Hämodynamik). Die Technik war zuvor an Hunden erprobt worden.
Die ersten künstlichen Herzklappen in Form einer Kugelprothese (Caged ball valve) innerhalb des Herzens wurden 1960 in subkoronarer Aortenposition durch D. E. Harken und 1961 durch die beiden Amerikaner Albert Starr und Lowell M. Edwards implantiert. Zugrunde lag die 1958 begonnene Entwicklung von Kugelventilen durch den Ingenieur Edwards und den Chirurgen Starr in Portland, woraus dann 1960 die Starr-Edwards-Klappe entstand. Versuche anderer amerikanischer Chirurgen, etwa Aortenklappen durch Einnähen von Kunststoffsegeln zu rekonstruieren, wurden als Methode 1961 wieder verlassen. Um durch den bei Herzklappenersatz verwendeten Kunststoff bedingte Komplikationen zu vermeiden, wurden um 1963 auch homologe (von der gleichen Spezies) und heterologe (von anderen Spezies) Klappentransplantationen sowie (durch Åke Senning) Rekonstruktionen aus autologem (körpereigenes, vom Patienten gewonnenes) Material vorgenommen.
Im Jahr 2010 wurden in Deutschland 30.492 Herzklappenersatzoperationen durchgeführt. Den größten Anteil daran machte mit 26.208 (86,0 %) der Aortenklappenersatz aus. Bei Mitralklappenvitien war häufig eine Rekonstruktion möglich (7.728 Eingriffe), ein Mitralklappenersatz wurde 4.146 Mal (13,6 %) durchgeführt. Der Trikuspidalklappenersatz spielte mit 138 Eingriffen (0,4 %) nur eine untergeordnete Rolle.

## Indikation
Die Indikation zur Operation wird in Abhängigkeit von klinischer Symptomatik und objektivierbaren Kriterien gestellt. Ziel ist neben der Symptomerleichterung vor allem die Verhinderung einer akuten oder chronischen Herzinsuffizienz. Das Schlagvolumen und damit das Herzzeitvolumen sollen vergrößert werden. Die folgende Aufstellung gibt einen vereinfachten Überblick zu den häufigsten Operationen. Nicht erwähnt werden hier die Trikuspidalklappenstenose, die Trikuspidalklappeninsuffizienz, die Pulmonalklappenstenose, die Pulmonalklappeninsuffizienz und die kombinierten Vitien.

### Aortenklappenstenose
- schwere Aortenklappenstenose und Symptomatik
- schwere Aortenklappenstenose ohne Symptomatik mit reduzierter Pumpfunktion (EF < 50 %) oder pathologischem Belastungstest oder rascher Progredienz

### Aortenklappeninsuffizienz
- schwere Aortenklappeninsuffizienz und Symptomatik
- schwere Aortenklappeninsuffizienz ohne Symptomatik mit reduzierter Pumpfunktion (EF < 50 %) oder endsystolischem Durchmesser des linken Ventrikels > 50 mm

### Mitralklappenstenose
- erhebliche Symptomatik und Klappenöffnungsfläche < 1,5 cm² und Valvuloplastie nicht möglich
- geringe Symptomatik und Klappenöffnungsfläche < 1,0 cm² und Valvuloplastie nicht möglich

### Mitralklappeninsuffizienz
- schwere Mitralklappeninsuffizienz und Symptomatik und EF > 30 %
- schwere Mitralklappeninsuffizienz ohne Symptomatik mit EF < 60 % oder neu aufgetretenem Vorhofflimmern oder systolischem pulmonal-arteriellem Druck > 50 mmHg

## Offen-chirurgische Technik
Nach Indikationsstellung zum offen-chirurgischen Aortenklappenersatz werden Untersuchungen zur Abschätzung des Operations- und Narkoserisikos durchgeführt. Diese umfassen z. B. eine Lungenfunktionsprüfung und eine Herzkatheteruntersuchung. Wird bei letzterer eine koronare Herzkrankheit festgestellt, wird in der Regel die Anlage von Koronararterienbypässen empfohlen, die in einer Sitzung mit dem Klappenersatz erfolgen kann.

### Operationsablauf

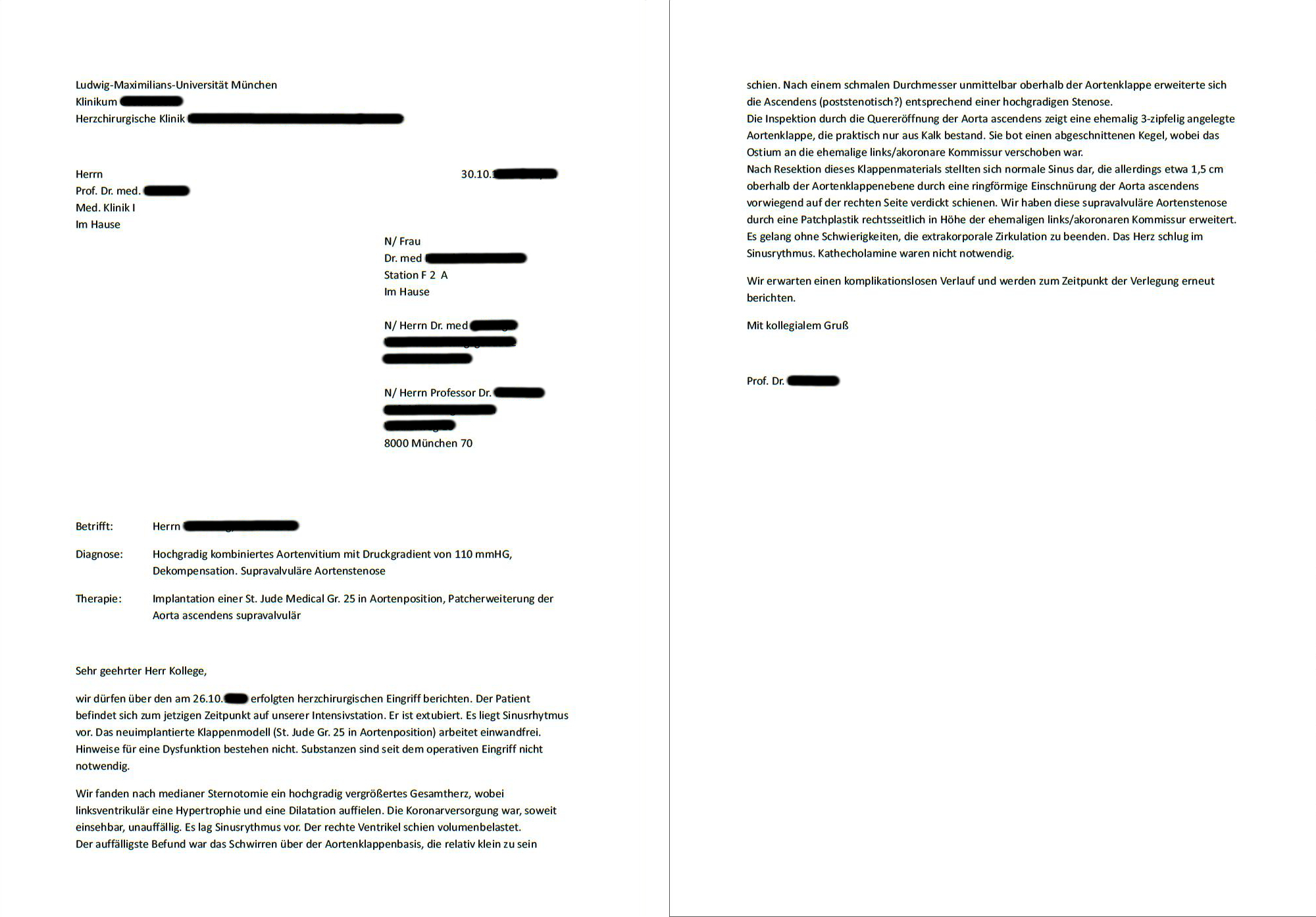
Arztbrief nach erfolgtem Aortenklappenersatz

Die Operation erfolgt in Vollnarkose unter Verwendung der Herz-Lungen-Maschine. Der Brustkorb wird durch Aufsägen des Brustbeins eröffnet (mediane Sternotomie). Nach Eröffnung des Herzbeutels und Freilegung des Herzens wird die Herz-Lungen-Maschine angeschlossen. Sie ermöglicht die Blutversorgung des Körpers unter Ausschaltung des Herzens durch Abklemmen der großen Gefäße. Mittels kardiopleger Lösung wird das Herz dazu zum Stillstand gebracht. Nun wird die betroffene Herzklappe freigelegt. Beim Aortenklappenersatz geschieht dies über die Aorta, der Zugang zur Mitralklappe erfolgt über den linken Vorhof. Die betroffene Herzklappe wird, falls nötig, zunächst entkalkt und anschließend entfernt. Dazu werden die Klappensegel aus dem Klappenring ausgeschnitten. Ziel ist es, Platz für eine möglichst große Klappenprothese zu schaffen. Zur Fixierung der Prothese werden Haltefäden mit Filzbewehrung vorgelegt. Über diese wird die künstliche Herzklappe in die richtige Position geführt und fixiert. Beim Aortenklappenersatz unterscheidet sich die Art der Fixierung in Abhängigkeit von der verwendeten Prothese. Biologische Klappen ohne mechanisches Gerüst werden entweder unter Erhalt der eigenen Koronargefäße (subkoronare Technik) oder, bei Verwendung eines größeren Aortensegments, mit Reimplantation der Koronargefäße eingesetzt. Anschließend erfolgt der Verschluss der Aorta beziehungsweise des linken Vorhofs und die Entfernung der Herz-Lungen-Maschine. Anschließend erfolgt bei wieder schlagendem Herzen der Verschluss von Herzbeutel und Brustkorb.

### Auswahl der Klappenprothese
Grundsätzlich werden zwei Arten von Herzklappenprothesen unterschieden: Mechanische Klappen werden künstlich hergestellt und bestehen zum größten Teil aus Metall, biologische Klappen (Gewebeklappen) stehen als Transplantate von Mensch oder Tier zur Verfügung.
Mechanische und biologische Klappenprothesen unterscheiden sich in einigen Punkten, anhand derer die Auswahl der für den Patienten am besten geeigneten Klappe erfolgt. Mechanische Herzklappen haben eine wesentlich höhere Lebensdauer als biologische Klappenprothesen. In Labortests haben mechanische Herzklappen eine (theoretische) Haltbarkeit von 100 bis 300 Jahren erreicht. Diese Angabe bezieht sich auf die Anzahl der Öffnungs- und Schließvorgänge gerechnet auf die normale Herzfrequenz von 60 bis 80 Schlägen pro Minute. Die Lebensdauer biologischer Herzklappen ist begrenzt, da sie im Vergleich zum eigenen Gewebe einem beschleunigten Alterungsprozess (Verkalkung) unterliegen. Dieser kann nach einigen Jahren zu sichtbaren und auch funktionell bedeutsamen Funktionsstörungen führen, die einen Austausch notwendig machen. Erfahrungsgemäß verkalken biologische Herzklappen bei Kindern früher und schneller als bei Erwachsenen. Ein wesentlicher Nachteil der mechanischen Klappen besteht in der gerinnungsaktivierenden Metalloberfläche. Dies führt zu einem erhöhten Risiko von Thrombosen und Thrombembolien und macht eine lebenslange Antikoagulation notwendig.
Grundsätzlich werden mechanische Klappen damit bei Patienten eingesetzt, die eine hohe Lebenserwartung haben und bei denen keine Kontraindikation für eine Antikoagulation vorliegt. Die Entscheidung, welche Art von Klappenprothese verwendet wird, beruht jedoch immer auf individueller Abwägung aller Vor- und Nachteile für den einzelnen Patienten.

#### Mechanische Herzklappen

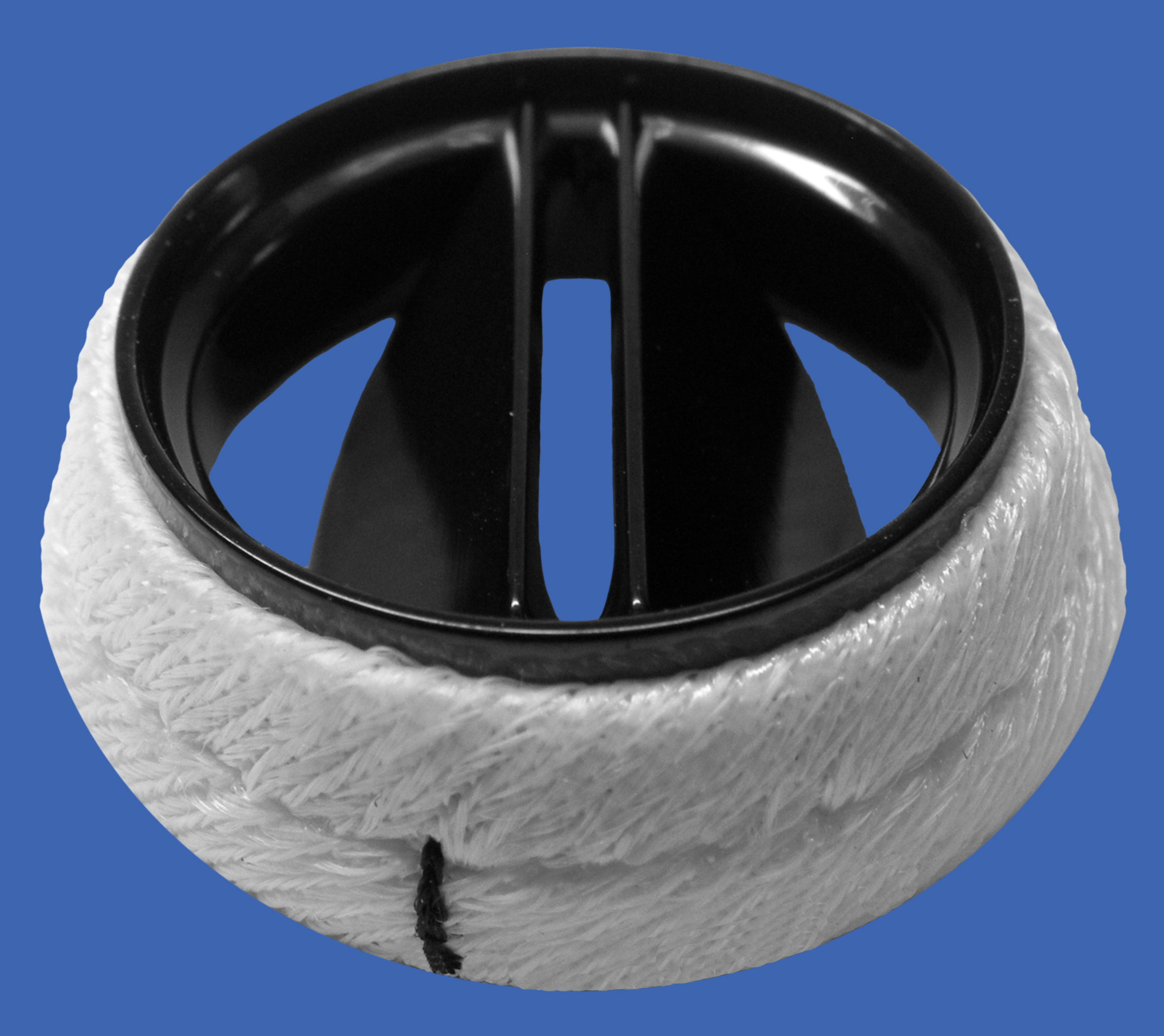
Zweiflüglige mechanische Herzklappe

Mechanische Herzklappen gibt es in verschiedenen Bauformen und Größen, die alle bauartbedingte Vor- und Nachteile haben. Unterschieden werden Kugel-, Scheiben- und Doppelflügelklappen. Grundsätzlich bestehen mechanische Klappen aus einem metallenen Korpus und einem Gerüst, das mit einer Polyestermanschette versehen ist. Alle mechanischen Bauformen verursachen ein mehr oder weniger stark hörbares Klappengeräusch („Prothesenklick“). Dieses Geräusch entsteht beim Schließen der Klappe, wenn der oder die Klappenflügel auf den Klappenring aufprallen. Die Klarheit dieses Geräusches ist ein Indiz dafür, ob sich Ablagerungen auf der Klappe gebildet haben. Alle mechanischen Klappen erzeugen in der Sonographie eine starke Reflexion und einen Schallschatten.
 Bauformen (Auswahl) 
- Kippscheibenklappen (mit Kippscheibenventilen)
  - St. Jude Medical: zweiflüglige Klappe (seit 1977)
  - Björk-Shiley-Prothese (nach Viking Björk und Donald Shiley): einflüglige Klappe (aufgehängter Diskus, seit 1968)
  - Lillehei-Kaster-Prothese: benannt nach Clarence Walton Lillehei
  - Medtronic Hall: einflüglige Klappe (Diskus mit zentralem Loch). Der Diskus bewegt sich auf einem gebogenen Dorn innerhalb des Klappenrings. Der Klappenring ist ein gefräster Titan-Monoblock.
- Kugelklappe, Käfigklappe
  - Starr-Edwards-Kugelklappe (die älteste Käfigklappe): Kugelkäfigprothese (erster Einsatz 1952). Als Ventil bzw. Verschlusskörper dient eine Kunststoffkugel, die sich in einem Drahtkäfig mit der Blutströmung frei hin- und herbewegt. Dies war der erste künstliche Klappentyp und ist jetzt (fast) ohne Bedeutung, da bei dieser Variante durch das bauartbedingte Gewicht entscheidende Nachteile entstehen (Hämolyse).
  - Smeloff-Cutter-Kugelklappe (auch Smeloff-Cutter-Doppelkäfig-Prothese, benannt nach E. A. Smeloff[12])

#### Biologische Herzklappen

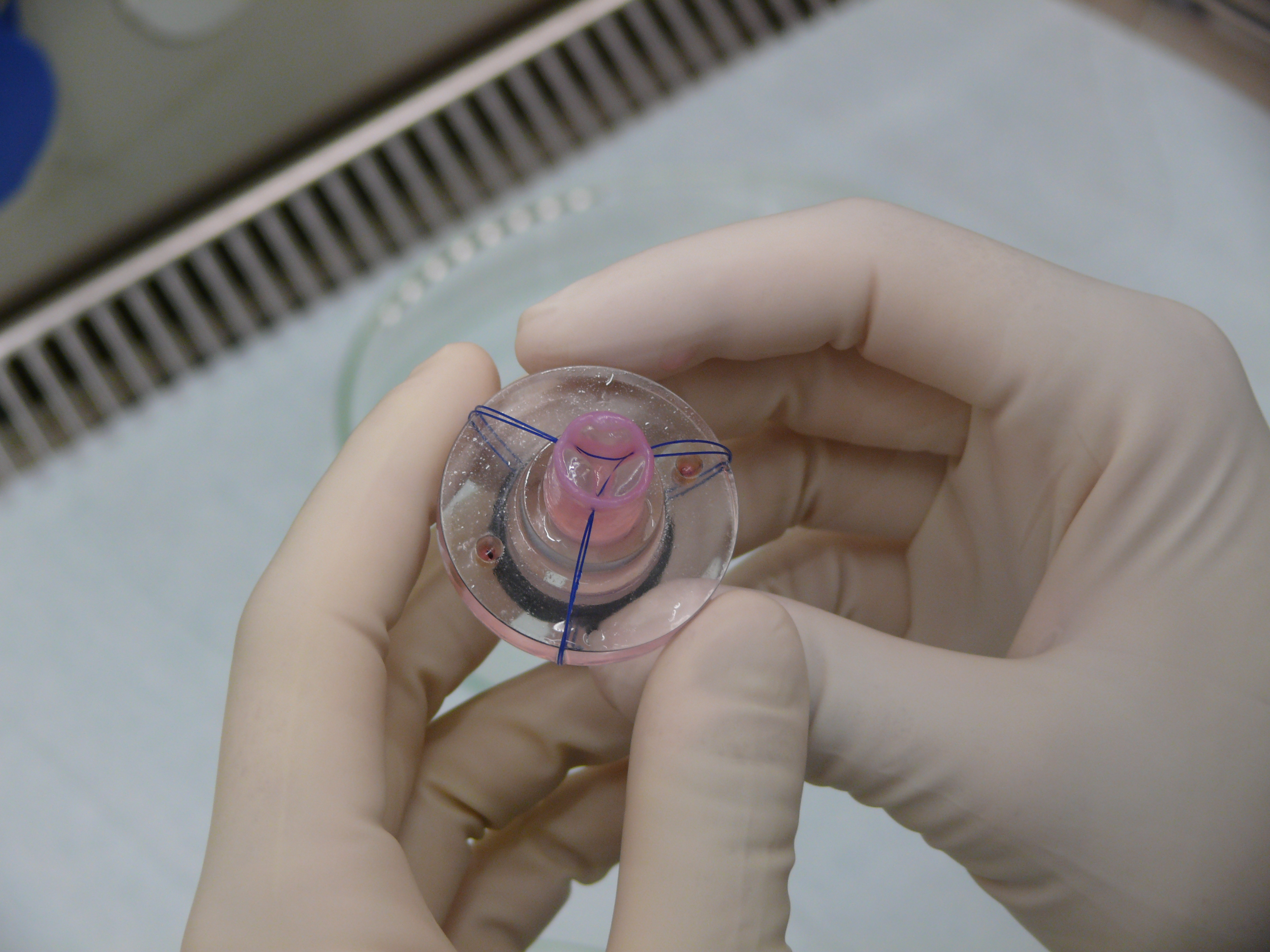
Durch Gewebezüchtung hergestellte Herzklappe

Bei biologischen Klappen, die im Prinzip die Segelbewegungen normaler Herzklappen ausführen, besteht das Klappengewebe aus menschlichem (Allo- oder Homograft) oder tierischem (Xenograft) Gewebe. Beim Tissue Engineering werden Gerüststrukturen mit patienteneigenen Zellen im Bioreaktor besiedelt. Diese künstlich besiedelten Klappen spielen im klinischen Alltag noch keine bedeutende Rolle, gehören aber etwa an der Medizinischen Hochschule Hannover zum regelmäßig praktizierten klinischen Alltag. Das eigentliche Klappengewebe wird in einem Gittertubus („Stent“) oder auf einer Gerüststruktur („Scaffold“) angesiedelt bzw. gerüstfrei verwendet. Ebenso wie künstliche Herzklappen sind auch biologische Klappen zum Einnähen mit einer Polyestermanschette umgeben. Tierische- und menschliche Spenderklappen müssen nach der Entnahme für die spätere Implantierung konserviert werden. Hierbei hat sich die Kryokonservierung in flüssigem Stickstoff als effektivstes Verfahren durchgesetzt. Alternativen sind die Präparation in einer antibiotischen Lösung bei 4 °C, Röntgenbestrahlung und Trockengefrierung. Bei dezellularisierten Homografts werden durch Waschverfahren zuvor die Zellen des Spenders aus der Herzklappe entfernt.
Gewebeklappen haben entweder ein Stentimplantat (Gerüst) oder sie sind stentlos. Gestentete Klappen sind in Größen von 19 mm bis 29 mm erhältlich. Stentlose Klappen werden direkt an die Aortenwurzel genäht. Der Hauptvorteil von stentlosen Klappen besteht darin, dass sie die Fehlanpassung zwischen dem Patienten und der Prothese begrenzen (wenn die Oberfläche der Klappenprothese im Verhältnis zur Größe des Patienten zu klein ist, wird dadurch der Druck innerhalb der Klappe erhöht), so dass sie bei kleinen Aortenwurzeln hilfreich sein können. Ihr Nachteil ist, dass das Implantieren von stentlosen Klappen zeitaufwändiger ist als von gestenteten Klappen
Gewebeklappen können 10–20 Jahre halten. Tendenziell verschlechtern sie sich jedoch bei jüngeren Patienten schneller. Es wurden neue Möglichkeiten untersucht, um Gewebe länger zu erhalten. Eine solche Konservierungsbehandlung wird jetzt bei einer kommerziell erhältlichen Gewebeherzklappe eingesetzt. In Schaf- und Kaninchenstudien wies das Gewebe (RESILIA™ Gewebe genannt) weniger Verkalkung auf als das Kontrollgewebe. Daten zur Langzeithaltbarkeit bei Patienten liegen jedoch noch nicht vor.
Schon länger bestehende Typen von Bioprothesen sind beispielsweise die Hancock-Bioprothese, der Hancock-Conduit und die Ionescu-Shiley-Bioprothese sowie die biologischen Carpentier-Edwards-Klappen.
In der Berliner Charité wurde im Juni 2025 einem Patienten weltweit zum ersten Mal eine Herzklappe eingesetzt, die aus seinem eigenen Gewebe gezüchtet worden war. Entnommen wurden kleine Teile des Herzbeutels, aus dem ein Klappensegel gezüchtet, in einem Drahtgerüst befestigt und wie ein Stent eingeführt wurde. Diese Eigenklappe wird vom Körper nicht abgestoßen und soll nahezu unbegrenzt haltbar sein. Müssen Kindern Herzklappen ersetzt werden, haben solche aus körpereigenem Gewebe den großen Vorteil, dass sie mitwachsen. Die jahrelange Forschungsarbeit an der Charité erfolgte unter Leitung des Kinderarztes Boris Schmitt.

#### Ozaki-Prozedur
Das relativ neue Ozaki-Verfahren, benannt nach dem japanischen Arzt Shigeyuki Ozaki, kann in der Aortenposition angewendet werden. Dabei werden die Klappensegel im Verlauf der Operation etwa aus Herzbeutelgewebe nachgebaut und in den patienteneigenen Aortenklappenring eingefügt. Von Wissenschaftlern des Universitätsklinikums Schleswig-Holstein, Campus Lübeck, wurde 2020 begonnen, das Verfahren genauer zu untersuchen.

#### Ross-Operation
Eine Sonderform stellt die Ross-Operation dar. Dieses von Donald Ross entwickelte Verfahren wird vor allem bei Kindern und jungen Erwachsenen eingesetzt. Bei Vorliegen eines Aortenvitiums wird die Aortenklappe entfernt und durch die patienteneigene Pulmonalklappe ersetzt. Die Pulmonalklappe kann aufgrund der niedrigeren Druckbelastung dann durch eine biologische Klappe ersetzt werden. Die in der Literatur berichteten exzellenten Ergebnisse der Ross-Operation sind nur bedingt übertragbar auf den einzelnen Patienten oder die einzelne Patientin, da sie nur bei einer äußerst geringen Anzahl an Patienten erhoben wurden. Im Jahr 2021 wurden etwa bei allen chirurgischen Aortenklappenimplantationen in nur 1,9 % eine Ross-Operation durchgeführt.

#### Dezellularisierte Homografts
An der Medizinischen Hochschule Hannover (MHH) wurde in den vergangenen 20 Jahren ein Verfahren entwickelt, bei dem gespendete menschliche Herzklappen dezellularisiert werden. Das verbliebene zellfreie Gerüst aus Kollagen, elastischen Fasern und Interzellularsubstanzen ist mechanisch vergleichbar stabil wie eine normale Herzklappe. Die Dezellularisierung soll einerseits die Immunogenität des Homografts reduzieren und andererseits die Wiederbesiedelung mit patienteneigenen Zellen ermöglichen. Die zellfreien Homografts, für die seit 2015 eine Zulassung durch das Paul-Ehrlich-Institut besteht, werden zu keinem Zeitpunkt kryokonserviert und sind bis zu 6 Monate implantierbar. Weltweit wurden in den letzten Jahren auch andere Verfahren der Dezellularisierung erarbeitet (u. a. von F. da Costa, Universität Curitiba, Paraná, Brasilien; W. Konertz, Charité-Universitätsmedizin Berlin, Deutschland; Fa. CryoLife, Kennesaw, GA, USA). Aktuell stellen dezellularisierte Homografts eine Option für diejenigen Patienten dar, die aufgrund ihrer Aortenklappen- bzw. Ausflusstraktpathologie einen Aortenwurzelersatz benötigen, oder bei denen eine Kontraindikation für eine dauerhafte Antikoagulation besteht. Darunter fallen beispielsweise junge Frauen mit Kinderwunsch oder Patienten mit Gerinnungsanomalien. Eine weitere Gruppe sind Patienten mit stark eingeschränkter linksventrikulärer Funktion, da die Klappenöffnungsfläche im Verhältnis zum Klappendurchmesser gegenüber gestenteten intraanulären Klappen erheblich größer ist.

## Minimalinvasive Verfahren
Transkatheter-Aortenklappenimplantation (TAVI)
Neben der offen-chirurgischen Technik existiert ein kathetergestütztes Verfahren, bei dem ein Zugangsweg über die Leistenarterie (transfemoral) oder über die Herzspitze (transapikal) gewählt wird. Dieses Verfahren wird Transkatheter-Aortenklappenimplantation (engl. transcatheter aortic valve implantation, TAVI) oder Endovaskulärer Aortenklappenersatz genannt. Die Aortenklappe ist dabei in einem Metallgerüst eingebracht. Mittels Katheter wird die Klappe in Position gebracht. Anschließend wird sie entfaltet und dadurch im Klappenring verankert. Die körpereigene Aortenklappe wird dabei nicht entfernt, sondern durch die Prothese verdrängt. Es werden selbstexpandierende Klappen von solchen unterschieden, die – etwa vergleichbar mit einer PTCA – mittels Ballon expandiert werden.
Die Technik wurde erstmals von Alain Cribier und Kollegen im Jahr 2002 beschrieben. Ziel der TAVI ist es, einen Aortenklappenersatz den Patienten anbieten zu können, deren Operationsrisiko für einen offen-chirurgischen Ersatz zu hoch eingeschätzt wird; nach und nach wird die Indikation auch auf Patienten mit mittlerem Operationsrisiko zu Studienzwecken ausgeweitet. Die minimalinvasive Form der Therapie ist jedoch bisher kein genereller Ersatz für die offen-chirurgische Technik. Langzeitergebnisse für die Transkatheter-Aortenklappenimplantation liegen aufgrund der Neuheit des Verfahrens noch nicht vor, allerdings deuten erste Ergebnisse aus 5-Jahres-Analysen darauf hin, dass die Hämodynamik und die Stabilität der TAVI-Klappen gleichwertig mit chirurgisch implantierten Aortenklappen zu sein scheint. Die Deutsche Gesellschaft für Kardiologie hat 2014 Qualitätsstandards zur Durchführung der TAVI veröffentlicht – zu den wichtigsten Forderungen gehören, dass der Eingriff in einem Hybrid-Operationssaal stattfinden sollte und ein Herzchirurg bereitsteht.
Die Anwendung der TAVI kann mit folgenden Risiken einhergehen
- erhöhtes Schlaganfallrisiko (siehe auch Zerebrale Embolieprotektion beim Tavi)
- Komplikationen bei Einbringung der Prothese durch die Gefäße, wie Gefäßverletzungen
- Notwendigkeit eines erneuten Eingriffs, z. B. durch Undichtigkeiten zwischen Prothese und Gefäßwand
- kompletter atrioventrikulärer Block mit Notwendigkeit einer Schrittmacherimplantation

Bedeutende Hersteller sind:
- Edwards Lifesciences mit Sapien (ballonexpandierend) und
- Medtronic mit CoreValve (selbstexpandierend)

2024 veröffentlichten deutsche Forscher um den Kardiologen Stefan Blankenburg die Ergebnisse der deutschlandweiten DEDICATE-DZHK6-Studie, die zeigten, dass eine TAVI für Patienten mit niedrigem und mittlerem Operationsrisiko eine zusätzliche Behandlungsoption darstellt. Im Vergleich zum chirurgischen Aortenklappenersatz (SAVR) ist das Risiko demnach mit Blick auf die Gesamtsterblichkeit und die Entwicklung von Schlaganfällen nach dem Eingriff etwa halb so hoch. Im Zeitraum von Mai 2017 bis September 2022 wurden an 38 deutschen Herzzentren insgesamt 1.414 Patienten in die industrieunabhängige Studie eingeschlossen, deren Nachbeobachtungszeitraum auf fünf Jahre ausgelegt ist. Die für die Studie ausgewählten Patienten wurden per Zufallsprinzip in zwei Gruppen eingeteilt und erhielten entweder einen kathetergestützten Aortenklappenersatz oder einen chirurgischen Klappenersatz. Das Durchschnittsalter betrug 74 Jahre, 57 Prozent der Teilnehmenden waren Männer. Um in der DEDICATE-Studie die klinische Versorgungsrealität in Deutschland abzubilden, konnten die Heart Teams der jeweiligen Klinik innerhalb der beiden Studiengruppen über die Behandlungsdetails wie Klappenauswahl selbst entscheiden. Die Forschenden stellten im Rahmen der Studie fest, dass bei Patienten mit kathetergestützter Therapie die Gesamtsterblichkeit und das Risiko, einen Schlaganfall zu erleiden, ein Jahr nach dem Eingriff um 47 Prozent geringer lag als bei Patienten mit chirurgischem Aortenklappenersatz. Daher stellt die kathetergestützte Therapie der Aortenklappenstenose auch bei Patienten mit mittlerem bis niedrigem operativen Risiko eine gute Behandlungsoption dar. Ebenso konnten die Patienten nach der kathetergestützten Therapie das Krankenhaus schneller verlassen und wiesen insgesamt eine bessere Lebensqualität auf.

## Nachsorge

### Postoperative Phase
Nach der Operation wird der Patient zunächst auf der Intensivstation überwacht. Hier wird nach Operationen mit Eröffnung des Brustkorbs die künstliche Beatmung beendet. Im weiteren Verlauf wird der Patient auf einer kardiochirurgischen oder kardiologischen Normalstation betreut. An den ein- bis zweiwöchigen Aufenthalt im Akutkrankenhaus schließt sich in der Regel eine mehrwöchige Rehabilitation mit kontrolliert ansteigender körperlicher Belastung an. Eine Wiederaufnahme einer Berufstätigkeit ist etwa zehn bis zwölf Wochen nach der Operation möglich.

### Verlaufskontrollen
Zur Beurteilung des postoperativen Verlaufs, vor allem bezüglich des Blutdurchflusses durch den Herzklappenersatz, spielt die Echokardiographie eine entscheidende Rolle, da hier die Klappenfunktion (Dichtigkeit, Druckgradienten) und, vor allem bei biologischen Klappen, die Klappenmorphologie beurteilt werden können. Die erste Verlaufskontrolle sollte nach etwa drei Monaten erfolgen.

### Antikoagulation
Bei Verwendung eines mechanischen Herzklappenersatzes muss zur Vermeidung von Thrombembolien eine lebenslange Antikoagulation (die Hemmung der Blutgerinnung) erfolgen. Dazu werden Cumarinderivate wie Phenprocoumon und Warfarin eingesetzt. Die angestrebte INR richtet sich nach der Position der Prothese. Nach biologischem Klappenersatz ist eine Antikoagulation für drei Monate notwendig. Nach TAVI wird die Einnahme von Thrombozytenaggregationshemmern empfohlen; die alleinige Gabe von Acetylsalicylsäure war in einer Untersuchung der Gabe einer Kombinationstherapie mit Clopidogrel bei TAVI-Patienten überlegen.

### Endokarditisprophylaxe
Nach Herzklappenersatz ist eine lebenslange Endokarditisprophylaxe bei allen Eingriffen im Bereich des Mund-Rachen-Raums (z. B. Zahnchirurgie, Tonsillektomie) empfohlen.